# Drąsius Kedys

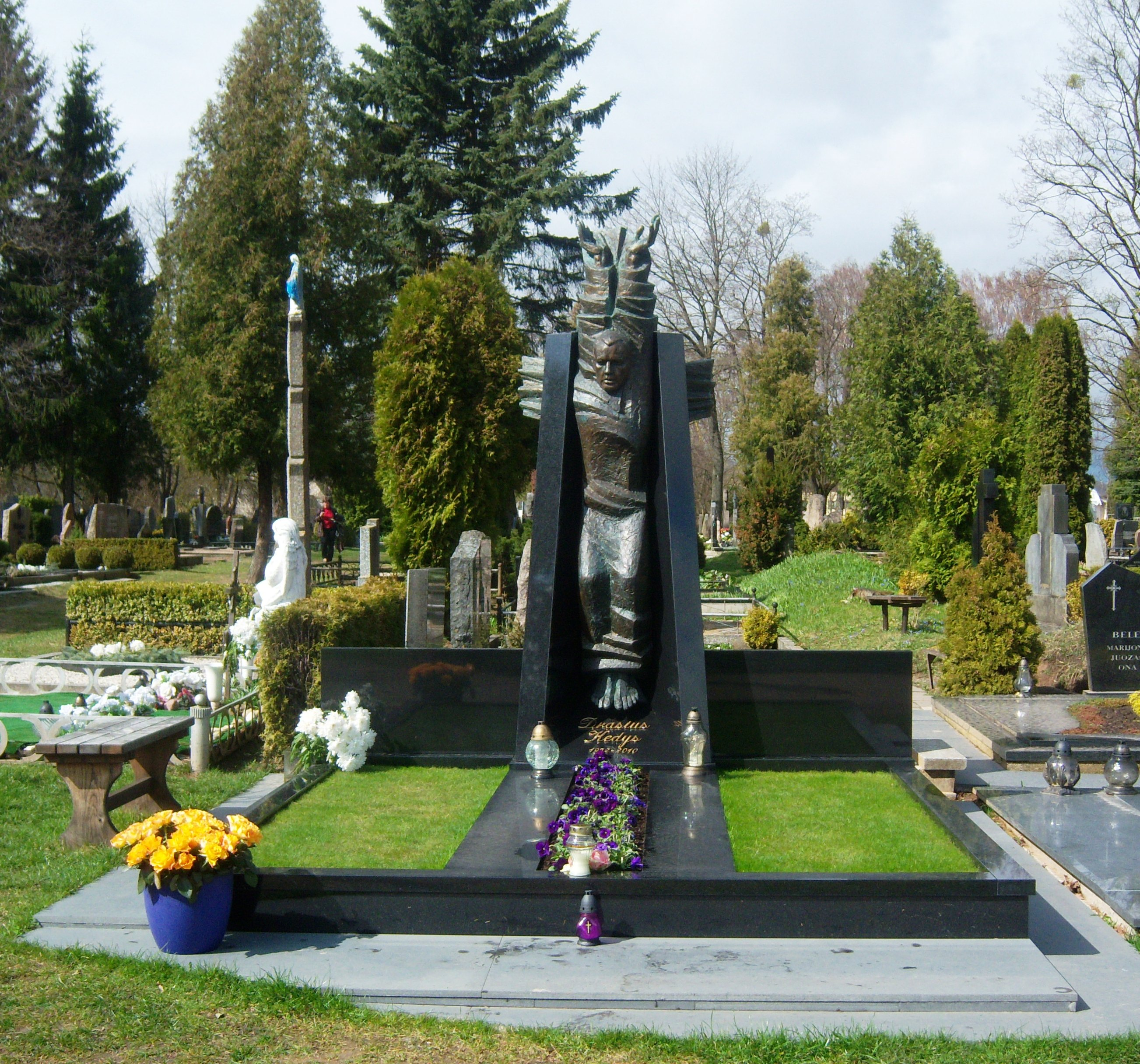
Grabdenkmal von Drąsius Kedys in Jonučiai

Drąsius Kedys (* 4. September 1972 in Garliava; † 15./16. April 2010 in Šlienava) war ein mutmaßlicher Doppelmörder aus Litauen.

## Leben
Drąsius Kedys war ein Kaufmann. Er freundete sich mit der 14 Jahre jüngeren Schülerin Laimutė Stankūnaitė (* 1986) an. Sie bekam eine Tochter, Deimantė Kedytė (* 2004). Stankūnaitė lebte als alleinerziehende Mutter. Das gefiel Drąsius Kedys nicht, und der Konflikt um das Sorgerecht für seine Tochter spitzte sich zu.
Monatelang hatte Kedys versucht, die Behörden aufzurütteln und sich im Internet an die Öffentlichkeit gewandt, seine damals vierjährige Tochter sei von einem „Pädophilen-Ring missbraucht“ worden. Kedys beschuldigte drei mutmaßliche Täter namentlich (darunter waren ein Richter vom Bezirksgericht Kaunas und ein Assistent des Parlamentspräsidenten). Der sexuelle Missbrauch des Kindes wurde nicht ordentlich untersucht. Am 5. Oktober 2009 wurden der Bezirksrichter sowie V. Naruševičienė (die Schwester von Laimutė Stankūnaitė) in Kaunas ermordet, und die Staatsanwaltschaft erklärte Kedys zum Tatverdächtigen. Ab diesem Zeitpunkt war er flüchtig. Das Ermittlungsverfahren gegen Kedys wurde eingestellt, nachdem 2010 seine Leiche mit mehreren Wunden am Kaunasser Stausee gefunden wurde. Neben der Leiche lag die Tatwaffe, mit der die Morde am 5. Oktober begangen worden waren. Die Staatsanwaltschaft bestätigte, dass auf der Waffe keine DNS-Spuren von Kedys gefunden wurde, jedoch gab es DNS-Spuren von einer anderen Person.
Der Fall Kedys hatte in Litauen schon vor den Morden Aufsehen erregt.
2012 wurde die politische Partei Drąsos kelias gegründet, die sich gegen Pädophilie wendet und Oktober 2012 in den Seimas gewählt wurde.